# Danny Carvajal
Danny Carvajal (8 de gener de 1989) és un futbolista professional de Costa Rica que juga com a porter.

## Selecció de Costa Rica
Va debutar amb la selecció de Costa Rica el 2017. Va disputar 3 partits amb la selecció de Costa Rica.

## Estadístiques
| Selecció de Costa Rica | Selecció de Costa Rica | Selecció de Costa Rica |
| Anys                   | Partits                | Gols                   |
| ---------------------- | ---------------------- | ---------------------- |
| 2017                   | 3                      | 0                      |
| Total                  | 3                      | 0                      |